# Soufiane Benjdida
Soufiane Benjdida (in arabo سفيان بنجديدة‎?; Casablanca, 5 settembre 2001) è un calciatore marocchino, attaccante svincolato.

## Carriera

### Club
Ha iniziato a giocare nell'Académie Mohammed VI per poi passare a FUS Rabat, FAR Rabat e Raja Casablanca, dove è stato promosso in prima squadra nel 2021. Ha debuttato il 28 luglio nell'incontro di Botola 1 Pro vinto 3-2 contro il Maghreb Fès ed ha segnato il suo primo gol il 17 dicembre seguente decidendo la sfida di campionato vinta 1-0 contro l'Hassania Agadir.
Il 30 agosto 2023 è stato acquistato a titolo definitivo dallo Standard Liegi, che lo ha assegnato alla propria seconda squadra in seconda divisione. Ha esordito in Pro League il 18 maggio 2024 contro il Gent e sette giorni più tardi ha segnato il suo primo gol nell'incontro perso 3-2 contro il Malines.

### Nazionale
Ha giocato nella nazionale marocchina Under-23.

## Statistiche

### Presenze e reti nei club
Statistiche aggiornate al 12 agosto 2024.
| Stagione        | Squadra         | Campionato      | Campionato | Campionato | Coppe nazionali | Coppe nazionali | Coppe nazionali | Coppe continentali | Coppe continentali | Coppe continentali | Altre coppe | Altre coppe | Altre coppe | Totale | Totale | Totale |
| Stagione        | Squadra         | Comp            | Pres       | Reti       | Comp            | Pres            | Reti            | Comp               | Pres               | Reti               | Comp        | Pres        | Reti        | Pres   | Reti   |        |
| --------------- | --------------- | --------------- | ---------- | ---------- | --------------- | --------------- | --------------- | ------------------ | ------------------ | ------------------ | ----------- | ----------- | ----------- | ------ | ------ | ------ |
| 2020-2021       | Raja Casablanca | B1              | 1          | 0          | CM              | 0               | 0               |                    | -                  | -                  |             | -           | -           | 1      | 0      |        |
| 2021-2022       | Raja Casablanca | B1              | 17         | 8          | CM              | 3               | 0               | CCL                | 6                  | 0                  | SC          | 1           | 0           | 27     | 8      |        |
| 2022-2023       | Raja Casablanca | B1              | 24         | 3          | CM              | 4               | 0               | CCL                | 9                  | 3                  |             | -           | -           | 37     | 6      |        |
| 2023-2024       | SL16            | D2              | 23         | 6          |                 | -               | -               |                    | -                  | -                  |             | -           | -           | 23     | 6      |        |
| 2023-2024       | Standard Liegi  | D1              | 2          | 1          | CB              | 0               | 0               |                    | -                  | -                  |             | -           | -           | 2      | 1      |        |
| 2024-2025       | Standard Liegi  | D1              | 3          | 0          | CB              | 0               | 0               |                    | -                  | -                  |             | -           | -           | 3      | 0      |        |
| Totale carriera | Totale carriera | Totale carriera | 70         | 18         |                 | 7               | 0               |                    | 15                 | 3                  |             | 1           | 0           | 93     | 21     |        |

## Palmarès

### Club

#### Competizioni internazionali
- Coppa della Confederazione CAF: 1

Raja Casablanca: 2020-2021
- Coppa dei Campioni araba per club: 1

Raja Casablanca: 2019-2020

#### Competizioni nazionali
- Coppa del Marocco: 1

Raja Casablanca: 2022-2023